# رايموند بريتون
رايموند بريتون (بالفرنسية: Raymond Breton)‏ هو لغوي فرنسي، ولد في 3 سبتمبر 1609 في Vitteaux ‏ في فرنسا، وتوفي في 8 يناير 1679 في كاين في فرنسا.